# Octavias portik
Octavias portik (latin Porticus Octaviae, italienska Portico d'Ottavia) är en antik byggnad i Rom, belägen i närheten av Marcellusteatern.
Octavias portik bestod ursprungligen av ett stort torg, omgivet av kolonnader på alla fyra sidor och med två tempel på den öppna platsen i mitten, invigda åt Juno Regina och Jupiter Stator. Den grundlades 46 f.Kr., men Augustus lät bygga om den 33–23 f.Kr. och uppkallade den efter sin syster Octavia, mor till Marcellus. Bevarade är en gavelkrönt ingång och rester av portikens kolonnrader på båda sidor. Man kan se kolonnstumpar på trottoaren längs Via del Portico d'Ottavia. Portalbyggnaden fick stödbågar i tegel, troligen omkring år 500 e.Kr. På 700-talet byggdes en kyrka in i portiken, Sant'Angelo in Pescheria.

## Bilder

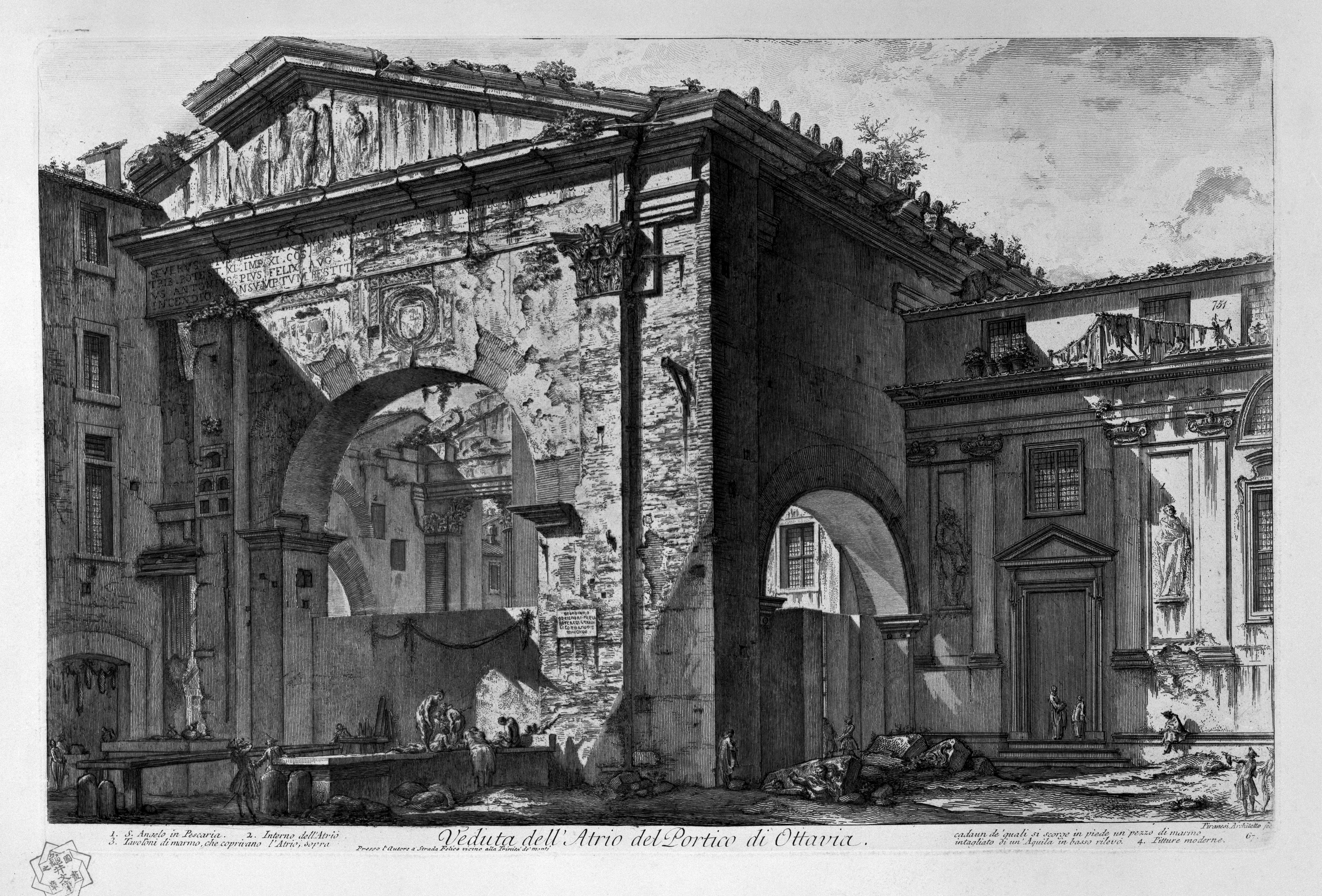
Octavias portik. Gravyr av Giovanni Battista Piranesi.
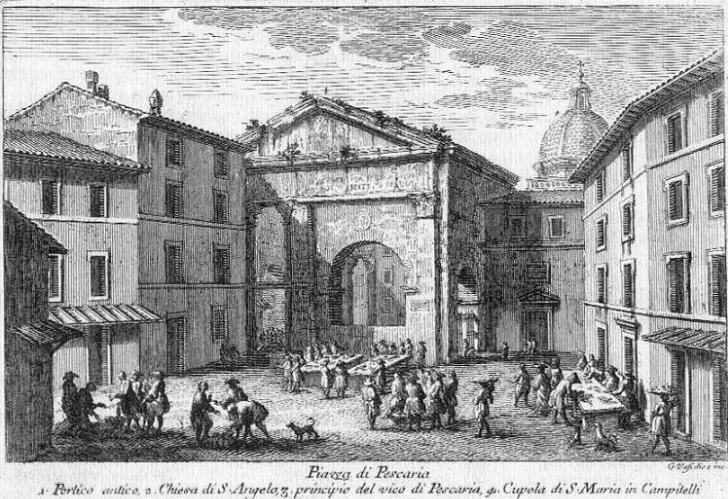
Octavias portik. Etsning av Giuseppe Vasi.
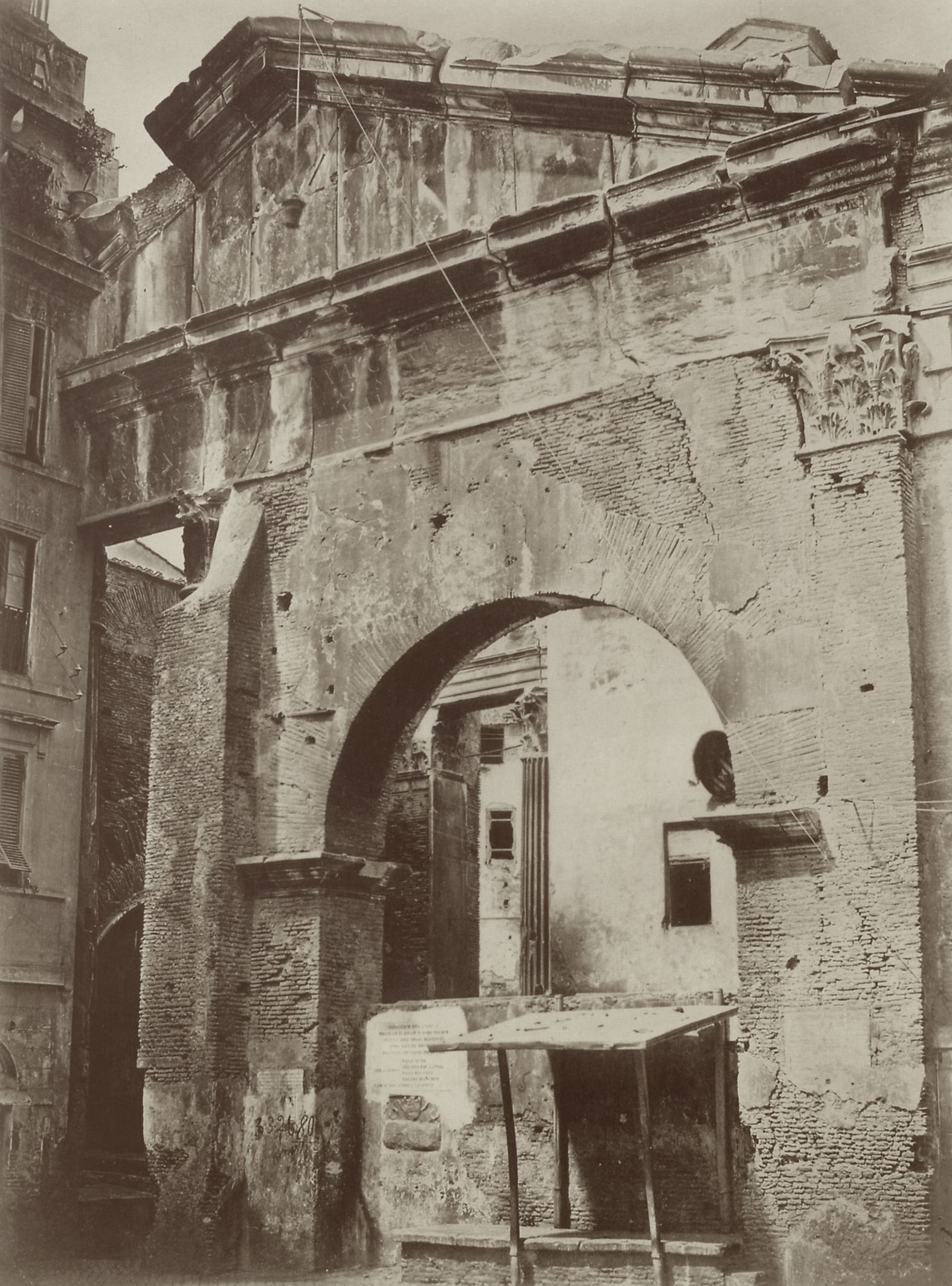
Octavias portik. Fotografi från omkring år 1860.
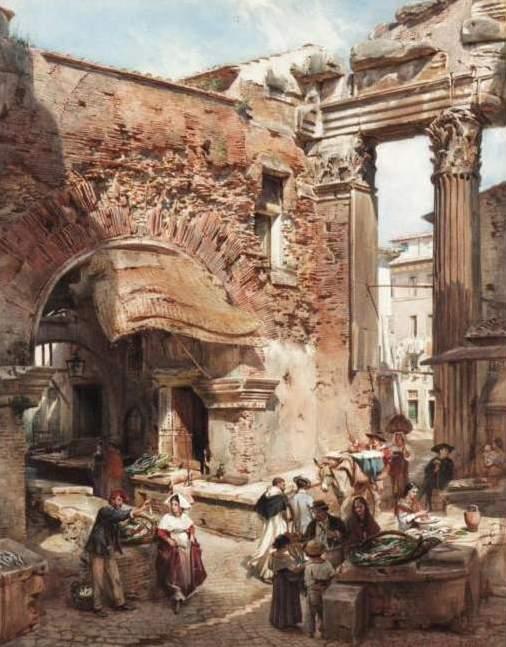
Octavias portik. Målning av Ludwig Passini.

| Plan över Campus Martius |
| --- |
| Tibern Navalia Circus Flaminius Marcellusteatern Diana- templet Pietas- templet Janustemplet Junos tempel Spestemplet Bellona- templet Apollo Sosianus tempel Jupiter Stators tempel Juno Reginas tempel Octavias portik Filippus portik Hercules Musarum- templet Octavius portik Balbus- teatern Crypta Balbi Porticus Minucia Nymfernas tempel Diribitorium Juturnas tempel Fortunas tempel Feronias tempel Lares Permarinis tempel Pompejus curia Pompejus portik Pompejusteatern Venus Victrix tempel Marstemplet Hercules Custos tempel Castors och Pollux tempel Pons Fabricius Tiberön Porticus Maximae Neptunus- templet Divorum Villa Publica Hecatostylon Fortuna Equestris tempel Statilius Taurus amfiteater |